# Léopold Thadée Ramotowski
 (mai 2023).
La mise en forme du texte ne suit pas les recommandations de Wikipédia : il faut le « wikifier ».
Les points d'amélioration suivants sont les cas les plus fréquents :
- Les titres sont pré-formatés par le logiciel. Ils ne sont ni en capitales, ni en gras.
- Le texte ne doit pas être écrit en capitales (les noms de famille non plus), ni en gras, ni en italique, ni en « petit »…
- Le gras n'est utilisé que pour surligner le titre de l'article dans l'introduction, une seule fois.
- L'italique est rarement utilisé : mots en langue étrangère, titres d'œuvres, noms de bateaux, etc.
- Les citations ne sont pas en italique mais en corps de texte normal. Elles sont entourées par des guillemets français : « et ».
- Les listes à puces sont à éviter, des paragraphes rédigés étant largement préférés. Les tableaux sont à réserver à la présentation de données structurées (résultats, etc.).
- Les appels de note de bas de page (petits chiffres en exposant, introduits par l'outil «  Source ») sont à placer entre la fin de phrase et le point final[comme ça].
- Les liens internes (vers d'autres articles de Wikipédia) sont à choisir avec parcimonie. Créez des liens vers des articles approfondissant le sujet. Les termes génériques sans rapport avec le sujet sont à éviter, ainsi que les répétitions de liens vers un même terme.
- Les liens externes sont à placer uniquement dans une section « Liens externes », à la fin de l'article. Ces liens sont à choisir avec parcimonie suivant les règles définies. Si un lien sert de source à l'article, son insertion dans le texte est à faire par les notes de bas de page.
- La présentation des références doit suivre les conventions bibliographiques. Il est recommandé d'utiliser les modèles {{Ouvrage}}, {{Chapitre}}, {{Article}}, {{Lien web}} et/ou {{Bibliographie}}. Le mode d'édition visuel peut mettre en forme automatiquement les références.
- Insérer une infobox (cadre d'informations à droite) n'est pas obligatoire pour parachever la mise en page.

Pour une aide détaillée, merci de consulter Aide:Wikification.
Si vous pensez que ces points ont été résolus, vous pouvez retirer ce bandeau et améliorer la mise en forme d'un autre article.
Léopolod Thadée Ramotowski, né le 26 septembre 1841 à Désertines et mort le 13 décembre 1921 à Paris, est un militaire français, fils d'un patriote polonais émigré en France.

## Biographie

### Origine et jeunesse
Il est le fils de Józef Konstanty Ramotowski et Constance Aline Guesdon de Beauchesne, veuve d'Henri de La Broise. Il est tout d'abord élève à l'École polonaise des Batignolles - une école polonaise à Paris. Par la suite, diplômé de l'École spéciale militaire de Saint-Cyr, le 1er octobre 1863, il reçoit le grade de sous-lieutenant et est envoyé au 8e régiment de chasseurs à cheval.

### Carrière militaire
Le 16 juillet 1870, il est promu lieutenant. Avec le 8e régiment, il prend part à la guerre franco-prussienne de 1870 dans l'armée du Rhin. Il est fait prisonnier le 2 septembre 1870 à la Bataille de Sedan, mais parvient à s'évader le lendemain. Il rejoint ensuite son pays natal en Mayenne et se porte à nouveau volontaire pour le combat. Promu au grade de capitaine, il est envoyé au 6e régiment de chasseurs à cheval et participe à de nouvelles opérations militaires pour l'armée de la Loire où combat aussi son père. Durant la Commune de Paris en 1871, le 6e régiment de chasseurs à cheval participe avec l'armée versaillaise à la semaine sanglante.
Après la guerre, il retourne au 6e régiment de chasseurs à cheval où il poursuit son service jusqu'à la mi-février 1875. À partir de la mi-février, il sert dans le 3e régiment de hussards et au sein de cette unité, participe à la répression de la révolte menée par Ben Ayyash al Jabbar à l'oasis El-Amri de la tribu des Bou Azid en Algérie. Sa participation à la Conquête de l'Algérie par la France se situe entre le 21 janvier 1876 et le 28 octobre 1877.
Le 21 avril 1882, il est promu major et envoyé au 18e régiment de chasseurs à cheval comme commandant d'escadron, et le 13 mai 1885 au 3e régiment de spahis, toujours comme commandant d'escadron de cavalerie. Dans la période du 24 juin 1885 au 27 août 1885, il participe avec son unité à la répression du soulèvement de Lat Dior au Sénégal. Au printemps 1886, il revient en France avec une affectation à l'école de cavalerie de Saumur. Il est devenu chef des instructeurs militaires et chef d'escadron de cette école. Le 2 juillet 1886, il est décoré de la Légion d'honneur, pour sa participation à trois campagnes militaires. Le 11 mai 1888, il est promu lieutenant-colonel et affecté au 7e régiment de hussards à Tours. Le 12 septembre 1891, il devient colonel et commandant du 12e régiment de chasseurs à cheval à Sézanne.
En juin 1897, il est nommé général de brigade et, à partir d'août de la même année, il devient le commandant de la 3e brigade de cuirassiers, composée des 3e régiment de cuirassiers et 6e régiment de cuirassiers, éléments de la 3e division de cavalerie (France). Il était en poste à Tours et à Sainte-Menehould.
Il est officier de la Légion d'Honneur le 11 juillet 1898. Sa carrière sera ralentie durant l'Affaire des fiches. En 1903, il finit sa carrière alors qu'il est membre du Comité technique de cavalerie. Il décède le 13 décembre 1921 et est inhumé au cimetière du Montparnasse dans la tombe où reposaient déjà ses parents et sa sœur.